# Dorothee Schneider
Dorothee Schneider (født 17. februar 1969) er en tysk rytter, som dyrker dressur. 
Hendes første store resultat kom, da hun i 2011 på hesten Diva Royal opnåede en tredjeplads i kür. Ved OL 2012 i London repræsenterede hun Tyskland på samme hest, hvor hun individuelt blev nummer syv, og i holdkonkurrencen var hun på det tyske hold sammen med Kristina Sprehe og Helen Langehanenberg. De klarede sig bedst i grand prix-delen, hvor de blev nummer to med 0,562 point efter briterne på førstepladsen. I grand prix special blev de også næstbedst, men var her næsten tre point efter briterne, der dermed blev sikre olympisk mestre, mens tyskerne fik sølv og hollænderne bronze.
I 2015 havde hun valgt hesten Showtime, og i denne hests allerførste grand prix, i Schlindlhof, vandt Schneider og Showtime grand prix'et.
Schneider deltog igen i OL 2016 i Rio de Janeiro. Her blev hun på Showtime nummer seks individuelt, mens hun stillede op sammen med Sönke Rothenberger, Kristina Bröring-Sprehe og Isabell Werth i holdkonkurrencen og vandt denne klart efter sejre i både grand prix og grand prix special. De opnåede samlet 81,936 point, hvilket var mere end tre et halvt point foran briterne på andenpladsen og mere end fem point foran amerikanerne, der fik bronze.
Siden OL i 2016 har Schneider en række podieplaceringer ved såvel grand prix-, grand prix special- og kür-konkurrencer, opnået med flere forskellige heste. I april 2021 styrtede en af hendes bedste heste, Rock'n Rose, pludselig under sejrsceremonien. Hesten blev kort efter erklæret død af, hvad der blev betegnet som brist af aorta, og Schneider selv brækkede kravebenet.
Hun var dog klar igen til OL 2020 (afholdt i 2021) i Tokyo, hvor hun igen red på Showtime. Her blev ekvipagen nummer femten individuelt, mens hun sammen med Isabell Werth og Jessica von Bredow-Werndl (sølv- og guldvindere individuelt) genvandt OL-guldet; det var dermed tyskernes trettende OL-guld ud af de seneste seksten lege. USA vandt sølv og Storbritannien bronze.

## Reference
1. ↑  Horse performance, fei.org, hentet 12. januar 2022
2. 1 2 3  Dorothee Schneider, olympedia.org, hentet 12. januar 2022
3. ↑  Team, Open, olympedia.org, hentet 12. januar 2022
4. ↑  Germany's Dorothee Schneider Wins with Showtime at his Grand Prix Special Debut at Schindlhof, horsesdaily.com, 26. juni 2015, hentet 12. januar 2022
5. ↑  Team, Open, olympedia.org, hentet 12. januar 2022
6. ↑  Dorothee Schneiders Pferd stirbt in Pforzheim (tysk), reiterjournal.de, 18. april 2021, arkiveret fra originalen 7. oktober 2021, hentet 12. januar 2022
7. ↑  Dorothee Schneider Diagnosed with Fractured Collarbone After Tragic Accident in Pforzheim, eurodressage.com, 21. april 2021, hentet 12. januar 2021
8. ↑  Team, Open, olympedia.org, hentet 12. januar 2022